# Solomon (Arizona)
Solomon – jednostka osadnicza w Stanach Zjednoczonych, w stanie Arizona, w hrabstwie Graham.